# Hibiscus archeri
Hibiscus archeri är en malvaväxtart som beskrevs av Wats.. Hibiscus archeri ingår i Hibiskussläktet som ingår i familjen malvaväxter. Inga underarter finns listade i Catalogue of Life.